# Barbula chocayensis
Barbula chocayensis är en bladmossart som beskrevs av Brotherus och Theodor Carl Karl Julius Herzog 1916. Barbula chocayensis ingår i släktet neonmossor, och familjen Pottiaceae. Inga underarter finns listade i Catalogue of Life.